# Telmatoscopus vestitus
Telmatoscopus vestitus är en tvåvingeart som beskrevs av Vaillant 1973. Telmatoscopus vestitus ingår i släktet Telmatoscopus och familjen fjärilsmyggor.
Artens utbredningsområde är Colorado. Inga underarter finns listade i Catalogue of Life.